# والناو
والناو (به آلمانی: Wahlenau) یک شهر در آلمان است که در راین-هونسروک واقع شده‌است. والناو ۲۴۰ نفر جمعیت دارد.